# Copceac
Copceac (en rumano: Copceac; en gagauzo: Kıpçak) es una comuna y pueblo de la unidad territorial autónoma de Gagaúzia, al sur de Moldavia. 

## Toponimia
El nombre del asentamiento en otros idiomas de importancia en el asentamiento es Kopchak (en ruso: Копчак; en ucraniano: Копчак). 

## Geografía
Copceac se ubica 5 km al sur de la ciudad de Taraclia, en la frontera con Ucrania.

## Historia
El pueblo fue fundado en 1791 por inmigrantes gagaúzos de los Balcanes. El asentamiento actual fue fundado sobre las cenizas de una aldea tártara en 1812 por gagaúzos con identidad búlgara. 
En el periodo de entreguerras, el reino de Rumania llamó el pueblo como Tatar Copceac (en rumano: Tătar Copceac). Hasta 1991, el pueblo formaba parte del distrito de Taraclia de la RSS de Moldavia.

## Demografía
La evolución de la población de Copceac entre 1848 y 2014 fue la siguiente:
| 1390                         | 1575 | 2685 | 4011 | 9551 | 9138 |
| (Fuente: Localitati Moldova) |      |      |      |      |      |

Según el censo de 2004, los gagáuzos representaban el 94,94% de los habitantes; los búlgaros de Besarabia, el 1,51%; los rumanos, el 1,15% y los rusos, el 1,02%.

## Infraestructura

### Educación
En el pueblo de Copcea hay 4 instituciones preescolares y 2 liceos en el pueblo.

## Personas destacadas
- Piotr Ianulov (1986): moldavo que compite en lucha libre, ganando una medalla de plata en los Juegos Europeos de Bakú (2015).
- Vladislav Baboglo (1998): futbolista moldavo que juega de defensa para el F. K. Karpaty Lviv de la Persha Liha.